# Carnival Ride
Carnival Ride è il secondo album della cantante Carrie Underwood, è stato pubblicato il 23 ottobre 2007. L'album vede la collaborazione di Kara DioGuardi, la quale ha scritto la maggior parte delle canzoni. Ha debuttato alla 1 negli Stati Uniti ed in Canada. Ha venduto mondialmente 5 milioni di copie.
Dall'album sono stati estratti cinque singoli: So Small, All-American Girl, Last Name, Just a Dream ed I Told You So, fra i quali i primi quattro hanno raggiunto la posizione numero 1 nella classifica Country, mentre I Told So You è arrivata a posizionarsi alla posizione numero 2.

## Tracce
1. Flat on the Floor
(Ashley Monroe, Brett James)
2. All-American Girl
(Carrie Underwood, Kelley Lovelace)
3. So Small
(Carrie Underwood, Lindsey, Laird)
4. Just a Dream
(Lindsey, McEwan)
5. Get Out of This Town
(Lindsey, McEwan)
6. Crazy Dreams
(Carrie Underwood, Troy Verges)
7. I Know You Won't
(Wendell Mobley, Neil Thrasher)
8. Last Name
(Carrie Underwood, Lindsey, Laird)
9. You Won't Find This
(Cathy Dennis, Tom Shapiro)
10. I Told You So
(Randy Travis)
11. The More Boys I Meet
(Scott Kennedy, McEwan)
12. Twisted
(Carrie Underwood, Lindsey, Laird)
13. Wheel of the World
(Lindsey, Aimee Mayo)
14. Sometimes You Leave
(Kara DioGuardi, Tompkins)